# Camilo Caller
Camilo Caller (* 16. května 1975 Praha) je český perkusista s peruánskými předky. Studoval hru na violoncello na lidové škole umění, poté bicí nástroje na Státní konzervatoři v Praze, kde absolvoval v roce 1999. Od roku 1998 hrál na bicí v nově utvořené kapele kolem Zuzany Navarové a Ivána Gutiérreze Koa a po smrti Navarové v roce 2004 zde i zpíval a stal se i jedním z autorů repertoáru. Koa ukončila činnost v roce 2010.
Se svým spoluhráčem z kapely Koa Omarem Khaouajem hrál také v kapelách Akustik a Amirante, s Františkem Rabou zase ve skupině Camael. Hrál v kapelách doprovázející různé televizní galavečery Charlie Band a Moondance Orchestra. Koncertoval s Českou filharmonií a FOK.
Dále vystupoval s kapelami Šum Svistu, Laura a její tygři, !No Guitars! Kamila Střihavky, Ospalá budoucnost, Čechomor (na Proměny tour, zaznamenáno na albu Proměny tour 2003) a dalšími. Nahrával s kapelami Chinaski, Mig 21, Triny.